# Szegedi Napló
Szegedi Napló címmel négy különböző időszakban jelent meg Szegeden napilap, 1878–1922, 1925–1944 közt, majd 1947-ben, végül az 1989-es rendszerváltás után 1990–1996 közt. Az első Szegedi Napló 1878-tól az 1920-as évekig a szegedi újságírás történetének legjelentősebb lapja volt, s mint ilyen, a város közéletének évtizedeken keresztül egyik legfontosabb formálója.

## Szegedi Napló (1878–1922)
A lap alapítója és felelős szerkesztője Enyedi Lukács, akit 1884-től főmunkatársa, Kulinyi Zsigmond, majd 1899-től 1907-ben bekövetkezett korai haláláig Békefi Antal követett, 1907-től Vass Géza, 1910-ben Sáfár László, 1911 végén Fehér Árpád lett a felelős szerkesztő, 1914-től Ortutay István, 1918-tól Engel Vilmos, 1922-ben Szilassy Cäsar. A lap főszerkesztője 1884-től Enyedi Lukács, 1899-től Kulinyi Zsigmond, 1913 októbere és 1919 májusa közt Móra Ferenc látta el a főszerkesztői teendőket. Móra kényszerű lemondása után Sz. Szigethy Vilmos szerkesztette a lapot annak megszűnéséig.
A politikai, gazdasági és irodalmi napilap 1848-as eszmeiségével a Függetlenségi Párt szócsöve volt, de több is annál, tartósan ellenzéki volt, kritikai pozícióból írt, nyilvánosságot teremtett. Városi lapként nemcsak a politikával foglalkozott, hanem a helyi élet eseményeit is bemutatta. Emelte a lap színvonalát, hogy munkatársai között számos, irodalomtörténetileg is magasan jegyzett írót, költőt találunk (Mikszáth Kálmán, Thury Zoltán, Móra Ferenc, Tömörkény István, Gárdonyi Géza stb.). Mikszáth, Móra, Tömörkény tárcanovelláit igen kedvelték az olvasók, ezekben megtalálták az anekdotát, a humort, de a néprajzi-szociográfikus elemeket is.
A lap szerkesztősége és nyomdája kezdetben a mai Oskola utca 18. számú ház helyén (Iskola utca 284. I. emelet szerkesztőség, a szuterénben a nyomda) működött, majd 1897-ben a Dugonics téri a Krausz-házba költöztek, amely jó ideig Napló-házként szerepelt Szeged város művelődéstörténetében. A szerkesztőség és a nyomda helye az idők múlásával többször változott éppen úgy, mint a felelős szerkesztők és a főszerkesztők személye.
Az első Szegedi Napló a politikai kurzusváltásnak esett áldozatul, a keresztény nemzeti irányzat – az eszközökben sem válogatva – mindent megtett a liberális szellemű lap megszüntetése érdekében, 1922. szeptember 24-én Endrényi Imre bejelentette a lap közreadásának szüneteltetését. Egyben pár év múltán megszerezte magának a kurzus a nagy múltú, patinás lapot.

## Szegedi Napló (1925–1944)
A második Szegedi Napló című napilap 1925. szeptember 6-án indult és Magyarország német megszállását követően, 1944. április 16-án szűnt meg. A két világháború közt a baloldali Délmagyarország és a szélsőjobboldali Új Nemzedék közt kormánytámogató, középutas, mérsékelt napilap volt, amelynek megvolt a maga sajtótörténeti szerepe Szeged város életében. Első felelős szerkesztője (1925–1927) Sz. Szigethy Vilmos, aki a régi Napló nemes tradícióit igyekezett folytatni, szerkesztése professzionális volt, de a nagy egyéniségeket elszívta a Délmagyarország vagy a budapesti lapok, saját írásaival nem tudta pótolni a hiányzó írókat.
A főszerkesztői állásban hamarosan, 1927. június 1-től Tölgyes Gyula, a Szegedi Napló munkatársa lett Sz. Szigethy utóda. Tölgyes is éppen úgy, mint Sz. Szigethy törekedett a régi Napló hagyományait őrizni. A lap gyenge nyomdai bázisa, a munkatársak fluktuációja mind ellene hatott, de kiválóak voltak például a lap színikritikái, amelyeket mind Tölgyes Gyula írt. Megbírálta a Szegedi Nemzeti Színház igazgatóját holmi emberi gyengeség miatt, lett is ebből sajtóper. Tarnay Ernő, Tölgyes Gyula is bíróság elé vitték az ügyet, amely végül megegyezéssel zárult. 1930. március 1-én Tölgyes megvált a Naplótól, a Szegedi Napló szerint Tölgyes egy önálló délutáni szegedi napilapot akart indítani. Ezután Pillich András jegyezte a lapot, mint felelős szerkesztő. Tölgyes már 1930 novemberében visszatért a laphoz, november 15-én vezércikkel és színikritikával jelentkezett, s mint főszerkesztő működött tovább, végül 1932. március közepéig maradt a Naplónál.

## Szegedi Napló (1947)
A harmadik Szegedi Napló című napilap 1947. július 26-án indult, s már 1947. december 31-én meg is szűnt közvetlenül az úgynevezett fordulat évei (1948–1949) előtt. Sz. Szigethy Vilmos szerkesztette.

## Szegedi Napló (1990–1996)
A negyedik Szegedi Napló 1990–1996 közt jelent meg a Délvilág Rt. kiadásában, 1995–1996-ban Nikolényi István volt a főszerkesztője.

## Munkatársai (válogatás)
- Gárdonyi Géza (1888–1891)
- Pósa Lajos (1881–1889)
- Mikszáth Kálmán (1878–1880)
- Békefi Antal (1880–1907)
- Móra Ferenc (1900–1934)
- Móricz Pál (1925. szeptember 6. – 1944. április 16.; 1947. július 26. – december 31.)
- Pásztor József (1904–1910)
- Terescsényi György (1919–1922)
- Tömörkény István (1891–1917)
- Osztie Andor (1890-es évek)
- Somló Erzsi (1900-as évek)
- Sz. Szigethy Vilmos az első három Szegedi Naplónak munkatársa volt
- Tölgyes Gyula (1920–1922; 1925–1932)
- Török Sándor (1929)